# Jean de La Chevardière de La Grandville
Pour les autres membres de la famille, voir Famille de La Chevardière de La Grandville.
Le comte Jean de La Chevardière de La Grandville est un diplomate et espion français né le 28 juin 1913 à Oran en Algérie et mort le 9 juin 1993 en Espagne,. Il fut jusqu'en 1947 l'époux d'Annika de la Grandville, qui exerçait comme la secrétaire de Gunnar Myrdal.

## Biographie

### Espionnage
Durant les années 60, il travailla dans le plus grand secret au service de la CIA au moment où il officiait comme directeur au Quai d'Orsay. Il ne fut jamais inquiété pour ses actes de trahison, bien que l'entourage de Charles de Gaulle savait qu'il y avait en leur sein une taupe informant directement les américains, les soupçons se portant davantage sur Paul Stehlin, qui fut également un agent informateur pour les services secret américains.

### Diplomatie

#### Ambassade
Diplômé de droit et de sciences politiques, il entame sa carrière en 1942 en occupant des fonctions variées de conseiller et de secrétaire auprès d'ambassade notamment à Alger, Paris, Canberra et Bangkok, avant d’être promu à Washington de 1954 à 1958 puis à Moscou de 1958 à 1961,.
En 1951, il fut secrétaire général de la conférence pour l'organisation de l'armée européenne et de 1952 à 1954 conseiller à la délégation permanente de la France auprès de l'OTAN.
Au Quai d'Orsay, il fut directeur du Service des Pactes ainsi que des affaires atomiques et spatiales.
À partir de 1968, il siégera également au siège de l’Organisation de l’aviation civile internationale à Montréal.

### Ambassadeur
Il devient ambassadeur extraordinaire et plénipotentiaire à Buenos Aires d'avril 1968 à février 1972,,.
Le 6 mai 1970, il écrit à Maurice Schumann sur l'importance de continuer à maintenir la mission d'évaluateurs militaire à Buenos Aires.
Le 2 août de la même année, il participe à l'accord entre le gouvernement de Roberto Marcelo Levingston, Président de l'Argentine et le Gouvernement français pour la fourniture par la France de plusieurs Mirages à l'Armée de l'Air argentine[réf. à confirmer].
Il fut un membre de la très fermée Société des Cincinnati au sein du Anderson House, qui regroupait plusieurs notoriétés diplomatiques à Washington D.C.

### Dernières années
En 1985, il fut président de la société d’import-export Alleno, une société écran de la CIA opérant en France.